# Hájek (district de Strakonice)
Pour les articles homonymes, voir Hájek.
Hájek (en allemand : Hajek) est une commune du district de Strakonice, dans la région de Bohême-du-Sud, en République tchèque. Sa population s'élevait à 42 habitants en 2020.

## Géographie
Hájek se trouve à 2 km au sud-ouest du centre de Bavorov, à 20 km au sud-est de Strakonice, à 35 km au nord-ouest de České Budějovice et à 111 km au sud-sud-ouest de Prague.
La commune est limitée par Bavorov au nord, à l'est et au sud, et par Dub à l'ouest.

## Histoire
La première mention écrite du village date de 1334.